# Frédéric Covili
Frédéric Covili (ur. 14 listopada 1975 w Moûtiers) – francuski narciarz alpejski, brązowy medalista mistrzostw świata, trzykrotny medalista mistrzostw świata juniorów oraz zdobywca Małej Kryształowej Kuli.

## Kariera
Po raz pierwszy na arenie międzynarodowej pojawił się w 1993 roku, startując na mistrzostwach świata juniorów w Montecampione, gdzie zajął 26. miejsce w slalomie i 42. miejsce w supergigancie. Na rozgrywanych rok później mistrzostwach świata juniorów w Lake Placid zwyciężył w slalomie i kombinacji, a w supergigancie zajął trzecie miejsce.
W zawodach Pucharu Świata zadebiutował 19 listopada 1995 roku w Vail, zajmując dziewiąte miejsce w slalomie. Tym samym już w swoim debiucie zdobył pierwsze pucharowe punkty. Na podium zawodów tego cyklu po raz pierwszy stanął 28 października 2001 roku w Sölden, wygrywając giganta. W zawodach tych wyprzedził Austriaka Stephana Eberhartera i Michaela von Grünigena ze Szwajcarii. Łącznie osiem razy stawał na podium, odnosząc jeszcze jedno zwycięstwo: 16 grudnia 2001 roku w Alta Badia ponownie był najlepszy w gigancie. Najlepsze wyniki osiągnął w sezonie 2001/2002, kiedy zajął dwunaste miejsce w klasyfikacji generalnej, a w klasyfikacji giganta wywalczył Małą Kryształową Kulę. Ponadto był też czwarty w klasyfikacji giganta w sezonie 2002/2003.
Na mistrzostwach świata w St. Anton w 2001 roku wywalczył brązowy medal w gigancie. W zawodach tych wyprzedzili go jedynie Michael von Grünigen i Kjetil André Aamodt z Norwegii. Na rozgrywanych dwa lata później mistrzostwach świata w Sankt Moritz był jedenasty w tej samej konkurencji. Brał też udział w igrzyskach olimpijskich w Salt Lake City, gdzie rywalizację w gigancie zakończył na piętnastej pozycji. W 2010 roku zakończył karierę.

## Osiągnięcia

### Igrzyska olimpijskie
| Miejsce | Dzień     | Rok  | Miejscowość    | Konkurencja | Czas biegu | Strata | Zwycięzca          |
| ------- | --------- | ---- | -------------- | ----------- | ---------- | ------ | ------------------ |
| 15.     | 21 lutego | 2002 | Salt Lake City | Gigant      | 2:23,28    | +2,37  | Stephan Eberharter |

### Mistrzostwa świata
| Miejsce | Dzień     | Rok  | Miejscowość  | Konkurencja | Czas biegu | Strata | Zwycięzca            |
| ------- | --------- | ---- | ------------ | ----------- | ---------- | ------ | -------------------- |
| 3.      | 8 lutego  | 2001 | Sankt Anton  | Gigant      | 2:23,80    | +0,38  | Michael von Grünigen |
| 11.     | 12 lutego | 2003 | Sankt Moritz | Gigant      | 2:45,93    | +1,38  | Bode Miller          |

### Mistrzostwa świata juniorów
| Miejsce | Dzień    | Rok  | Miejscowość   | Konkurencja | Czas biegu | Strata | Zwycięzca          |
| ------- | -------- | ---- | ------------- | ----------- | ---------- | ------ | ------------------ |
| 42.     | 2 marca  | 1993 | Montecampione | Supergigant | 1:38,79    | +3,85  | Massimiliano Iezza |
| 26.     | 6 marca  | 1993 | Montecampione | Slalom      | 2:06,45    | +4,92  | Chip Knight        |
| 15.     | 7 marca  | 1994 | Lake Placid   | Zjazd       | 1:38,07    | +2,69  | Kevin Wert         |
| 3.      | 11 marca | 1994 | Lake Placid   | Supergigant | 1:24,40    | +0,99  | Benjamin Melquiond |
| 20.     | 13 marca | 1994 | Lake Placid   | Gigant      | 2:27,88    | +2,96  | Stefan Stankalla   |
| 1.      | 14 marca | 1994 | Lake Placid   | Slalom      | 1:43,85    | -      | -                  |
| 1.      | 14 marca | 1994 | Lake Placid   | Kombinacja  | ?          | -      | -                  |

### Puchar Świata

#### Miejsca w klasyfikacji generalnej
- sezon 1995/1996: 106.
- sezon 1996/1997: 123.
- sezon 1997/1998: 138.
- sezon 1999/2000: 100.
- sezon 2000/2001: 41.
- sezon 2001/2002: 12.
- sezon 2002/2003: 30.
- sezon 2003/2004: 43.
- sezon 2004/2005: 74.
- sezon 2005/2006: 125.
- sezon 2006/2007: 130.
- sezon 2007/2008: 93.

#### Miejsca na podium w zawodach
1. Sölden – 28 października 2001 (gigant) – 1. miejsce
2. Val d’Isère – 9 grudnia 2001 (gigant) – 2. miejsce
3. Alta Badia – 16 grudnia 2001 (gigant) – 1. miejsce
4. Adelboden – 5 stycznia 2002 (gigant) – 2. miejsce
5. Sölden – 27 października 2002 (gigant) – 2. miejsce
6. Yongpyong – 1 marca 2003 (gigant) – 2. miejsce
7. Sölden – 26 października 2003 (gigant) – 2. miejsce
8. Alta Badia – 14 grudnia 2003 (gigant) – 3. miejsce